# لوکاس امانوئل گومز
لوکاس امانوئل گومز (انگلیسی: Lucas Emanuel Gómez؛ زادهٔ ۶ اکتبر ۱۹۸۷) بازیکن فوتبال اهل آرژانتین است.